# Gyro Gearloose
Gyro Gearloose (Ungenio Tarconi en España y Giro Sintornillos o Ciro Peraloca en Hispanoamérica), es un personaje ficticio creado por Walt Disney Company. En el comienzo, apareció en historietas como amigo del Pato Donald, Scrooge McDuck y otros personajes.

## Trabajo
Gyro es el inventor más famoso de Duckburg. Incluso si sus inventos no funcionan de la manera esperada, siempre está de buen humor. Gyro generalmente es asistido por su pequeño ayudante, Little Helper, que es un robot con cabeza de bombilla eléctrica. Little Helper no posee la habilidad de hablar, pero se entiende con su dueño mediante señas.

## Relaciones
Algunos parientes de Gyro son su padre Fulton Gearloose, su abuelo Ratchet Gearloose y su sobrino Newton Gearloose. En algunas historias su principal rival es Emilio Águila, aunque también antagoniza con los Beagle Boys y Magica De Spell.

## Apariciones

### Películas
- Sport Goofy in Soccermania - cameo; debut en animación (1987)

### Series de televisión
- Patoaventuras - papel recurrente (1987-1990)
- Mickey Mouse - cameo en «Down the Hatch» (2014)
- Patoaventuras - papel recurrente (2017-2020)
- Chip 'n' Dale: Park Life - varios cameos (2023)

### Atracciones
- Walt Disney's World on Ice (1990)

### Videojuegos
- DuckTales (1989)
- Quackshot (1991)
- DuckTales 2 (1993)
- Donald Duck: Goin' Quackers (2000)
- PK - Phantom Duck (2008)
- DuckTales: Remastered (2013)
- The Duckforce Rises (2015)

### Series de cómics
- Walt Disney's Comics & Stories (Boom! Studios) (1940)
- Walt Disney's Donald Duck (Boom! Studios) (1952)
- Walt Disney's Mickey Mouse (Boom! Studios) (1952)
- Walt Disney's Uncle Scrooge (Boom! Studios) (1953)
- Walt Disney's Chip 'n' Dale (Dell) (1955)
- Walt Disney's Ludwig Von Drake (Dell) (1961)
- Walt Disney's Beagle Boys (Gold Key) (1964)
- Walt Disney's The Phantom Blot (Gold Key) (1964)
- Walt Disney's Super Goof (Gold Key) (1965)
- Walt Disney's Huey, Dewey and Louie: Woodchucks (Gold Key) (1966)
- Walt Disney's Chip 'n' Dale (Gold Key) (1967)
- Walt Disney's Moby Duck (Gold Key) (1967)
- Walt Disney's Comic Digest) (Gold Key) (1968)
- Walt Disney's Daisy and Donald (Gold Key) (1973)
- Uncle Scrooge Adventures (Gladstone) (1987)
- Donald Duck Adventures (Gladstone, Disney & Gemstone) (1987)
- DuckTales (Gladstone & Disney) (1988)
- Disney's Colossal Comics Collection (Disney) (1991)
- Paperinik (Walt Disney Italia) (1993)
- Wizards of Mickey (Boom! Studios) (2010)